# Lisselsjön (Stora Tuna socken, Dalarna)
Lisselsjön är en sjö i Borlänge kommun i Dalarna och ingår i Dalälvens huvudavrinningsområde.